# Thomas Browne
Sir Thomas Browne (1605-1682) là bác sĩ người Anh. Ông là người đầu tiên sử dụng thuật ngữ điện với định nghĩa là "một sức mạnh hút được các cọng rơm hay những vật nhẹ, làm biến đổi kim la bàn đặt tự do".